# Paschtajim
 Paschtajim (hebräisch פַּ֨שְׁטַיִם֙) ist eine Trope (von griechisch τρόπος; tropos, dt.: Betonung, Melodie, Ton, Gesang und Transliteration von jiddisch טראָפּ trop) in der jüdischen Liturgie und zählt zu den biblischen Betonungszeichen Teamim (hebräisch טַעֲמֵי הַמִּקְרָא), die in der Tora und anderen Büchern erscheinen. Der Begriff Trope wird in diesem Kontext gerne mit den entsprechenden Akzenten gleichgesetzt, da sie u. a. musikalische Motive repräsentieren.

## Beschreibung

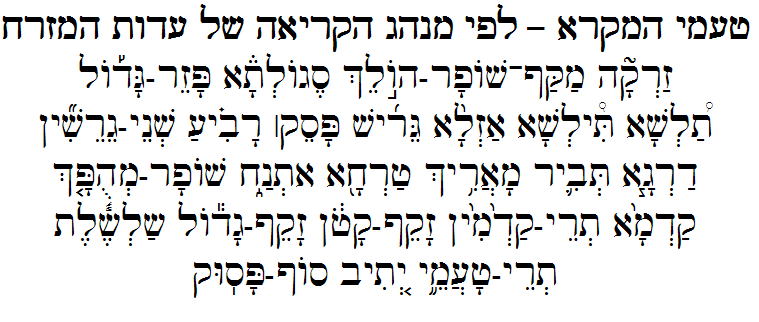
תּרֵ֨י קַדְמִין֙ (sephardisch)

In der aschkenasischen Tradition wird das Betonungszeichen Paschtajim (hebräisch פַּ֨שְׁטַיִם֙; en.:double pashta) genannt. In der sephardischen Tradition wird es Tere kadmin (aramäisch: תּרֵ֨י קַדְמִין֙) genannt. In der italienischen Tradition wird es auch Schene paschtin (hebräisch שְׁנֵ֨י פַּשְׁטִין֙) genannt. In der jemenitischen Tradition wird es auch Teren Fischtin (aramäisch:תְּרֵ֨ין פִשְׁטִין֙) genannt.

### Symbol
Paschtajim besteht aus den verdoppelten Symbolen des Paschta. Die sephardische Tradition bevorzugt jedoch die Bezeichnung Doppeltes Kadma (Tere kadmin; aramäisch: תּרֵ֨י קַדְמִין֙).
Jacobson lehnt jedoch das doppelte Kadma und somit die sephardische Tradition ab. Gegen Jacobson und für die sephardische Tradition des doppelten Kadma spricht, dass Kadma dasselbe Symbol wie Paschta hat. Beide werden allein durch die Position des Symbols unterschieden. Bei der Trope Kadma befindet sich das Betonungszeichen immer über der ersten Silbe des Wortes. Bei der Trope Paschta jedoch erscheint das Betonungszeichen über der letzten Silbe des Wortes. In diesem Fall ist dasselbe Symbol sowohl auf der ersten Silbe des Wortes als auch auf der letzten Silbe des Wortes zu finden.
Gegen die sephardische Tradition des doppelten Kadma führt Jacobson an, dass Kadma ausschließlich ein konjunktiver Akzent sei, der die Verbindung mit dem nachfolgenden Wort anzeige.

### Einsatz
Paschtajim kommt zum Einsatz, wenn die Betonung nicht auf der letzten Silbe, obwohl sich dort ein Paschta befindet, erfolgt. Dann wird ein zweites Paschta über die ersten Buchstaben der betonten Silbe am Wortanfang gesetzt.
Jacobson illustriert dies an den Beispielen Deuteronomium 4,25  (פֶּ֨סֶל֙), Deuteronomium 1,22  (אֹתָ֨נוּ֙), Deuteronomium 1,22  (אֶת־הַדֶּ֨רֶךְ֙), Deuteronomium 1,31  (בְּכָל־הַדֶּ֨רֶךְ֙), Deuteronomium 1,33  (בַּדֶּ֨רֶךְ֙), Genesis 24,67  (הָאֹ֨הֱלָה֙).

### Kombinationen
| Sakef katon | Munach | Paschtajim | Mahpach oder Mercha |
| ----------- | ------ | ---------- | ------------------- |
| ֔            | ֣       | ֙֨           | ֤ ֥                   |

Wenn sich das vorhergehende Wort auf das mit Paschtajim gekennzeichnete Wort bezieht, wird es mit einem konjunktiven Akzent betont: Es kann sich dabei um die Akzente Mahpach oder Mercha handeln. Wenn die Akzente zwei oder mehr Silben auseinander liegen, dann wird Mahpach als Verbinder zu Paschtajim verwendet. Wenn die Akzente zusammenliegen, wird der konjunktive Akzent Mercha als Verbinder zu Paschtajim verwendet. Munach und Sakef katon (hebräisch זָקֵף קָט֔וֹן) können auch Nachfolger von Paschtajim sein. Jacobson illustriert dies für die Kombination bestehend aus Paschtajim, Munach und Sakef katon am Beispiel Genesis 12,11  (וַיֹּ֨אמֶר֙ אֶל־שָׂרַ֣י אִשְׁתֹּ֔ו). Für die Kombination bestehend aus Mahpach, Paschtajim, Munach und Sakef katon illustriert Jacobson dies am Beispiel Genesis 12,19  (לָמָ֤ה אָמַ֨רְתָּ֙ אֲחֹ֣תִי הִ֔וא).